# Băhrinești
Băhrinești è un comune della Moldavia situato nel distretto di Florești di 2.370 abitanti al censimento del 2004